# Scopula perlimbata
Scopula perlimbata är en fjärilsart som beskrevs av Pieter Cornelius Tobias Snellen 1874. Scopula perlimbata ingår i släktet Scopula och familjen mätare. Inga underarter finns listade.